# Heinrich Gins
Heinrich Alexander Gins (* 21. Juli 1883 in Frankfurt am Main; † 4. Februar 1968 in Berlin) war ein deutscher Bakteriologe und Virologe.

## Leben
Gins studierte an den Universitäten in München und Würzburg und promovierte 1908 in München. Während seines Studiums wurde er 1902 Mitglied der Burschenschaft Arminia München. Von 1909 bis 1913 war er Assistent am Städtischen hygienischen Institut in Frankfurt/Main. 1913 kam er an das Robert Koch-Institut in Berlin. Dort übernahm er nach seiner Habilitation 1917 die Leitung der Pockenabteilung. Ab 1919 war er außerdem Vorsteher der staatlichen Impfanstalt Berlin.
Gins gehörte der SA an, er beantragte am 31. August 1937 die Aufnahme in die NSDAP und wurde rückwirkend zum 1. Mai desselben Jahres aufgenommen (Mitgliedsnummer 4.579.597). Während des Zweiten Weltkrieges war er als Oberfeldarzt eingesetzt. Im März und April 1945 führte Gins Versuche an KZ-Häftlingen im Dachau-Nebenlager Mühldorf (Raim) durch.
1948 übernahm er einen Lehrauftrag an der Freien Universität Berlin. 1955 übernahm er den Vorsitz der Berliner Mikrobiologischen Gesellschaft. Zahnärzten galt er als ein Wegbereiter auf dem Gebiet der Bakteriologie der Mundhöhle und der Zähne, wobei er sich hier mit der bedeutsamen Gruppe der Anaerobier befasste. Sein 1933 verfasstes Lehrbuch "Einführung in die Bakteriologie für Zahnärzte und Studierende der Zahnheilkunde" ist 1949 in 2. Auflage erschienen und wurde 1954 ins Japanische übersetzt.
Ein wissenschaftlicher Schwerpunkt seiner Arbeit war die Maul- und Klauenseuche. Er führte das Tuschverfahren bei Kapselbakterien ein.

## Ehrungen
- 1940: Mitglied der Leopoldina
- 1952: Verdienstkreuz (Steckkreuz) der Bundesrepublik Deutschland[4][8]